# 2006–2007-es magyar férfi röplabdabajnokság
A 2006–2007-es magyar férfi röplabdabajnokság a hatvankettedik magyar röplabdabajnokság volt. A bajnokságban tizenöt csapat indult el, az előző évi első két helyezett az osztrák, magyar, szlovák, horvát és szlovén csapatok részvételével tartott Közép-európai Ligában szerepelt, a többiek az előző évi szereplés alapján két csoportban két kört játszottak. Az alapszakasz után a két csoport 1-3. helyezettjei az egymás elleni eredményeiket megtartva a másik csoportból jövőkkel két kört, a többiek szintén az egymás elleni eredményeiket megtartva a másik csoportból jövőkkel két kört játszottak. A középszakasz után a Közép-európai Ligában szereplő csapatok és az 1-6. helyezettek play-off rendszerben játszottak a végső helyezésekért, a 7-10. és a 11-13. helyezettek a középszakaszban szerzett pontjaikat megtartva egymás közt még két kört játszottak.

## Alapszakasz

### A csoport
| #  | Csapat             | M  | Gy | V  | Sz+ | Sz- | P  |
| -- | ------------------ | -- | -- | -- | --- | --- | -- |
| 1. | 1. MCM-RC Kaposvár | 12 | 9  | 3  | 31  | 17  | 21 |
| 2. | Dunaferr SE        | 12 | 8  | 4  | 31  | 17  | 20 |
| 3. | MAFC-Hartmann      | 12 | 8  | 4  | 29  | 18  | 20 |
| 4. | Csepeli RC         | 12 | 7  | 5  | 27  | 19  | 19 |
| 5. | Debreceni EAC      | 12 | 6  | 6  | 19  | 20  | 18 |
| 6. | Széchenyi FSE Győr | 12 | 2  | 10 | 11  | 33  | 14 |
| 7. | Dabasi RC          | 12 | 2  | 10 | 8   | 32  | 14 |

### B csoport
| #  | Csapat                       | M  | Gy | V | Sz+ | Sz- | P  |
| -- | ---------------------------- | -- | -- | - | --- | --- | -- |
| 1. | Phoenix-Mecano-Kecskeméti RC | 10 | 10 | 0 | 30  | 1   | 20 |
| 2. | Dági SE                      | 10 | 8  | 2 | 24  | 8   | 18 |
| 3. | Szolnoki RK SI               | 10 | 6  | 4 | 19  | 16  | 16 |
| 4. | Veszprémi RC                 | 10 | 3  | 7 | 10  | 22  | 13 |
| 5. | Starcopy-Szegedi RSE         | 10 | 2  | 8 | 10  | 25  | 12 |
| 6. | Alba Line RK                 | 10 | 1  | 9 | 8   | 29  | 11 |

* M: Mérkőzés Gy: Győzelem V: Vereség Sz+: Nyert szett Sz-: Vesztett szett P: Pont

## Középszakasz
| #   | Csapat                       | M  | Gy | V  | Sz+ | Sz- | P  |
| --- | ---------------------------- | -- | -- | -- | --- | --- | -- |
| 1.  | 1. MCM-RC Kaposvár           | 10 | 8  | 2  | 27  | 15  | 18 |
| 2.  | Phoenix-Mecano-Kecskeméti RC | 10 | 7  | 3  | 26  | 13  | 17 |
| 3.  | Dunaferr SE                  | 10 | 6  | 4  | 26  | 18  | 16 |
| 4.  | MAFC-Hartmann                | 10 | 5  | 5  | 21  | 20  | 15 |
| 5.  | Dági SE                      | 10 | 4  | 6  | 14  | 22  | 14 |
| 6.  | Szolnoki RK SI               | 10 | 0  | 10 | 4   | 30  | 10 |
|     |                              |    |    |    |     |     |    |
| 7.  | Debreceni EAC                | 12 | 9  | 3  | 28  | 9   | 21 |
| 8.  | Csepeli RC                   | 12 | 9  | 3  | 29  | 11  | 21 |
| 9.  | Starcopy-Szegedi RSE         | 12 | 8  | 4  | 26  | 14  | 20 |
| 10. | Veszprémi RC                 | 12 | 8  | 4  | 24  | 19  | 20 |
| 11. | Dabasi RC                    | 12 | 3  | 9  | 17  | 30  | 15 |
| 12. | Alba Line RK                 | 12 | 3  | 9  | 15  | 32  | 15 |
| 13. | Széchenyi FSE Győr           | 12 | 2  | 10 | 10  | 34  | 14 |

* M: Mérkőzés Gy: Győzelem V: Vereség Sz+: Nyert szett Sz-: Vesztett szett P: Pont

## Rájátszás

### 1–8. helyért
Negyeddöntő: Kométa Kaposvár SE–Szolnoki RK SI 3:0, 3:0 és Vegyész RC Kazincbarcika–Dági SE 3:0, 3:0 és 1. MCM-RC Kaposvár–MAFC-Hartmann 3:0, 1:3, 0:3 és Phoenix-Mecano-Kecskeméti RC–Dunaferr SE 3:0, 3:0
Elődöntő: Kométa Kaposvár SE–MAFC-Hartmann 3:0, 3:0, 3:0 és Vegyész RC Kazincbarcika–Phoenix-Mecano-Kecskeméti RC 3:1, 3:0, 3:0
Döntő: Kométa Kaposvár SE–Vegyész RC Kazincbarcika 3:0, 3:0, 3:0
3. helyért: Phoenix-Mecano-Kecskeméti RC–MAFC-Hartmann 0:3, 3:1, 3:2, 3:1
5–8. helyért: 1. MCM-RC Kaposvár–Szolnoki RK SI 3:0, 3:0 és Dunaferr SE–Dági SE 3:1, 1:3, 3:2
5. helyért: 1. MCM-RC Kaposvár–Dunaferr SE 1:3, 2:3
7. helyért: Dági SE–Szolnoki RK SI 3:0, 3:1

### 9–12. helyért
| #   | Csapat               | M  | Gy | V  | Sz+ | Sz- | P  |
| --- | -------------------- | -- | -- | -- | --- | --- | -- |
| 9.  | Csepeli RC           | 18 | 13 | 5  | 43  | 19  | 31 |
| 10. | Debreceni EAC        | 18 | 13 | 5  | 41  | 19  | 31 |
| 11. | Starcopy-Szegedi RSE | 18 | 12 | 6  | 40  | 22  | 30 |
| 12. | Veszprémi RC         | 18 | 8  | 10 | 27  | 37  | 26 |

### 13–15. helyért
| #   | Csapat             | M  | Gy | V  | Sz+ | Sz- | P  |
| --- | ------------------ | -- | -- | -- | --- | --- | -- |
| 13. | Alba Line RK       | 16 | 6  | 10 | 26  | 37  | 22 |
| 14. | Széchenyi FSE Győr | 16 | 5  | 11 | 20  | 42  | 21 |
| 15. | Dabasi RC          | 16 | 3  | 13 | 21  | 42  | 19 |

* M: Mérkőzés Gy: Győzelem V: Vereség Sz+: Nyert szett Sz-: Vesztett szett P: Pont